# Bramus
Bramus — рід рийних гризунів. Раніше він містив лише вимерлий північноафриканський вид Bramus barbarus. Ще види в Bramus були перенесені в цей рід з Ellobius. Вони відрізняються від Ellobius тим, що вони більші, мають виразний сагітальний гребінь та інші особливості зубів і черепа. Вони також походять алопатрично від Ellobius. Вони статеві диморфні, причому самиці більші за самців. Рід включає два сучасні види:
- Bramus fuscocapillus
- Bramus lutescens